# Tauraco leucotis
El turaco cariblanco o turaco de mejillas blancas (Tauraco leucotis) es una especie de ave Musophagiformes de la familia Musophagidae que vive en el este de África. Esta ave de tamaño mediano es la especie de turaco más común en cautividad.

## Taxonomía
Anteriormente se pensaba que estaba estrechamente relacionado con el Turaco de Hartlaub (T. hartlaubi), pero esto no es compatible con los resultados del estudio filogenético.  Se reconocen dos subespecies:
- T. l. leucotis (Rüppell, 1835) Turaco Cariblanco: vive en Eritrea, las cordilleras del norte de Etiopía y la parte oriental de Sudán del Sur.
- T. l. donaldsoni  (Sharpe, 1895) Turaco de cresta granate: cordilleras del sur y centro de Etiopía.

Se ha comprobado que el turaco cariblanco hibrida con el Turaco de Ruspoli en las zonas donde sus rangos coinciden, esto aumenta aún más las preocupaciones sobre el estado de conservación de esta última especie que se encuentra en riesgo de extinción.[cita requerida]

## Descripción
Se trata de un ave de tamaño moderado que mide alrededor de los 43 y 45 cm de longitud y pesa entre 200 y 315 g. Tiene la cara, el cuello, y el pecho de color verde; las partes inferiores del cuerpo junto con las alas y la cola son de color azul-violáceo con toques metalizados. Presenta una cresta característica de un brillante color azul oscuro. El pico es un de un color naranja vivo al igual que el círculo que enmarca el ojo. Cuenta con dos manchas blancas una más grande en el cuello y otra junto al lagrimal. Las plumas del interior de las alas son de color rojo brillante. No existe dimorfismo sexual.

## Distribución y hábitat
Se encuentra en Eritrea, Etiopía y zonas limítrofes de Sudán y Sudán del Sur. Vive en bosques montanos tropicales de coníferas siempre por encima de los 2.200 m s. n. m. y hasta los 3.200 m s. n. m.

## Comportamiento
El turaco cariblanco es una especie arbórea que pasa la mayor parte del día buscando comida en los árboles, descendiendo al suelo solo para beber. Utiliza el vuelo para desplazarse hasta un árbol o rama cercana pero evita los vuelos a larga distancia. Son aves territoriales que viven en parejas o en pequeños grupos. 
Su alimentación consiste básicamente en frutas y bayas de las coníferas donde vive. También puede comer brotes, hojas, flores e insectos.
Esta especie, que es monógama, empieza la temporada de cría entre julio y noviembre (adelantándose a abril en Eritrea). Construye un nido de ramitas en la parte alta de los árboles, donde la hembra pondrá dos huevos que serán incubados por ambos padres durante aproximadamente veinte días. Cuando los polluelos nacen están recubiertos de un plumón pardo y tienen los ojos abiertos. Serán alimentados por los padres durante dos o tres semanas durante las que explorarán los alrededores del nido. Cuando tenga cuatro o cinco semanas ya serán capaces de volar y abandonan el nido aunque aun permanecen al cuidado de sus padres.

## Conservación
Catalogada por la UICN como de preocupación menor debido a que la población parece mantenerse estable. Los mayores peligros a los que se enfrenta son la destrucción de su hábitat y el comercio ilegal de especies.

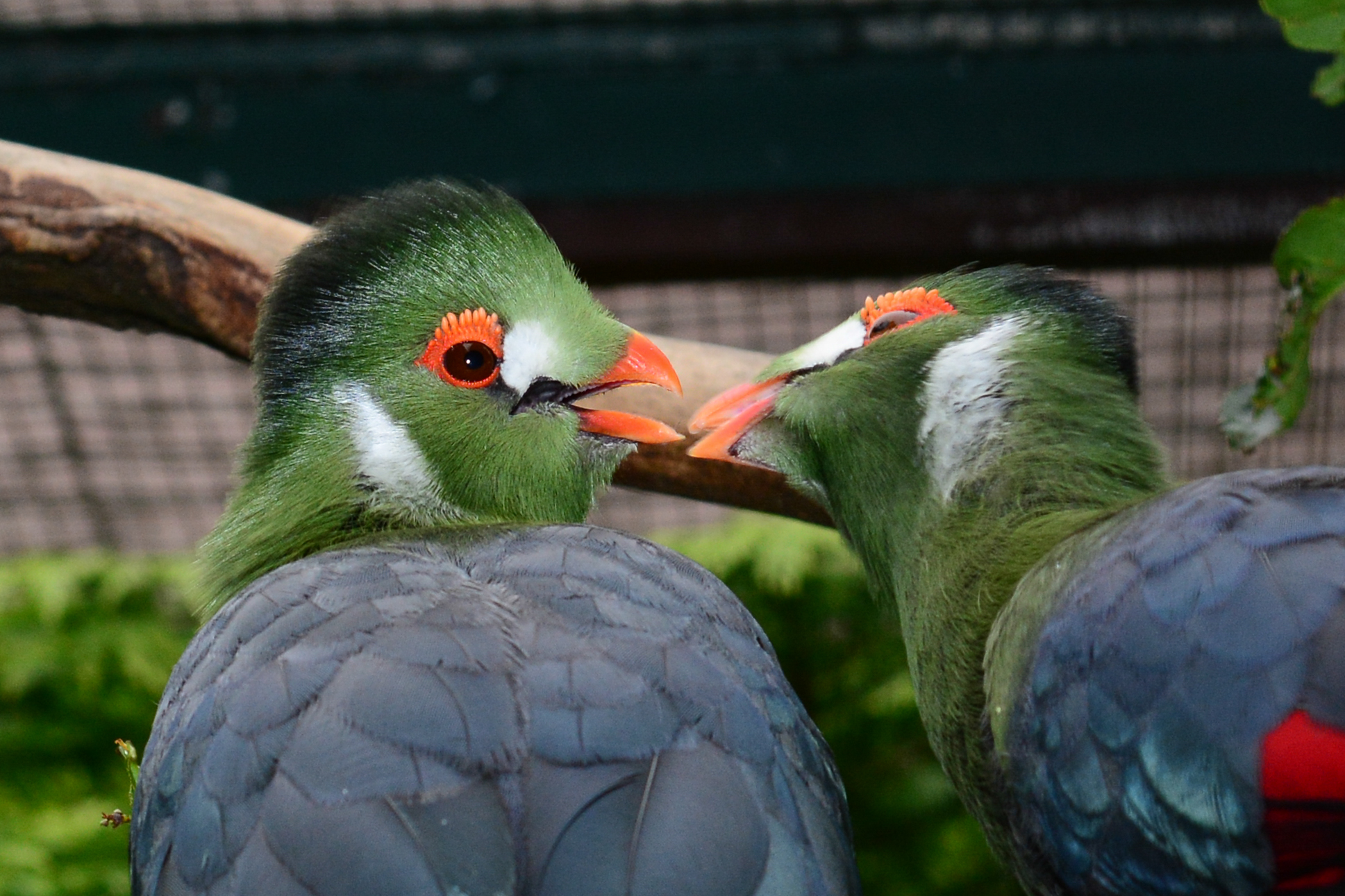
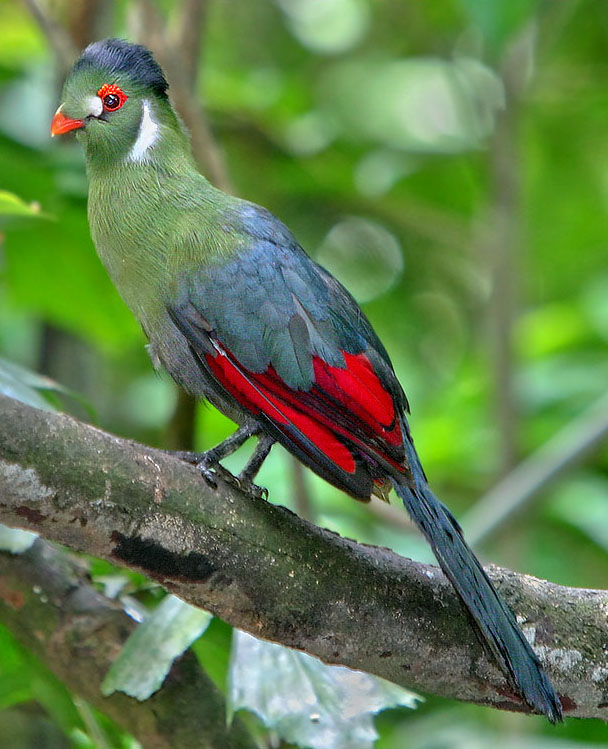